# Terremoto del eje cafetero de 1999
El Terremoto del Eje Cafetero de 1999, también conocido como Terremoto de Armenia o Terremoto del 99, ocurrió el lunes 25 de enero de ese año a las 13:19, hora local (UTC-5), con una magnitud de Mw = 6.2.. Su epicentro preciso se ubicó en las coordenadas 4,29 grados de latitud norte y 69 grados de longitud oeste, a una profundidad de 17 km en una zona montañosa del municipio de Córdoba, Quindío. Esta región presenta un elevado riesgo sísmico debido a la triple unión en la esquina de la Placa Sudamericana, donde las placas de Nazca y del Caribe convergen.
El sismo causó un gran impacto en la ciudad de Armenia y sus municipios vecinos, así como en los corregimientos del Valle y Quindío, como Corozal, Quebradanueva, Vallejuelo, La Paila, entre otros. A pesar de algunas medidas preventivas, la zona quedó sumida en el caos estructural, social y sanitario durante varias semanas. Además, los departamentos de Risaralda y Caldas también experimentaron afectaciones, aunque en menor medida.

## Desarrollo del evento natural

### Réplicas
Fueron detectadas 14 réplicas del terremoto, la primera a las 17:40 de magnitud 5,4 en la escala de ritcher   (MS). Otras réplicas que causaron pánico entre los habitantes ocurrieron el día 29 de enero a las 23:33 hora local, de magnitud 4,2 (MS) y el día 31 de enero a las 03:03 hora local, de magnitud 3,5 (MS).

### El Desastre
El evento destruyó las principales estructuras de control y ayuda de la ciudad de Armenia, como el Cuartel de la Policía Nacional, ubicado en el Barrio Uribe y la estación de bomberos, ubicada en el alto de El Bosque, ambos colapsaron inmediatamente; también la oficina de Medicina legal y la Defensa Civil. Debido a esto no hubo medios para un adecuado reporte y recuento de víctimas.
El terremoto inicial produjo una cifra estimada de muertes de cerca de 1 000 personas. La primera réplica del terremoto a las 17:40, produjo un indeterminado número de víctimas entre las personas que intentaban remover sus bienes de las estructuras semidestruidas. Los subsecuentes vándalos, robos a las víctimas heridas, ataques a las tiendas y casas, y peleas por comida, agua y alojamiento; incrementaron el número total de muertes a cerca de 1 185. 

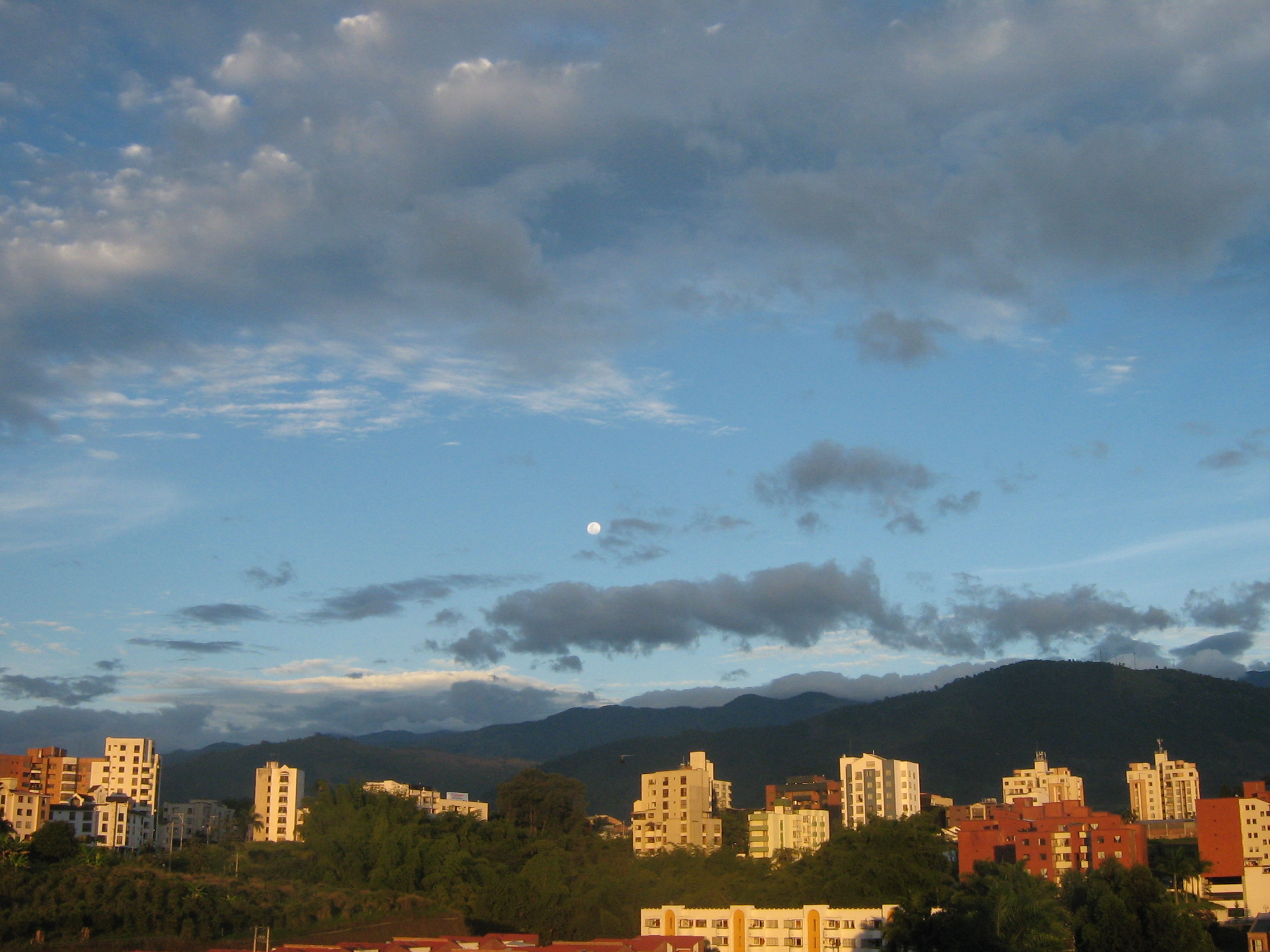
La ciudad de Armenia en 2007.

Sin tener en cuenta las viviendas y barrios que colapsaron en el terremoto, a continuación se listan las históricas edificaciones de la ciudad de Armenia que desaparecieron durante o después del terremoto. En negrilla las edificaciones reconstruidas.
- Aeropuerto El Edén (Demolido a causa de daños)
- Alcaldía Municipal (Demolido a causa de daños)
- Ancianato Anita Gutiérrez de E. (Destruido)
- Asamblea Departamental (Destruido)
- Buses Armenia Ltda. (Destruido)
- Banco de Colombia (Demolido a causa de daños)
- Banco del Estado (Destruido)
- Banco Regional de Sangre (Destruido)
- Cárcel San Bernardo (Demolido a causa de daños)
- Casa de los Espantos (Destruido)
- Castillo Getsemaní (Demolido a causa de daños)
- Centro Comercial La Esquina (Destruido)
- Círculo de Periodistas del Quindío (Demolido a causa de daños)
- Concejo Municipal (Demolido a causa de daños)
- Condominio Cooproquin - Coomeva (Demolido a causa de daños)
- Conjunto Residencial y Comercial Cajanal (Destruido)
- Conjunto Residencial Yulima - Primera Etapa (Demolido a causa de daños)
- Coliseo de Ferias (Destruido)
- Colegio de la Sagrada Familia - Capuchinas (Demolido a causa de daños)
- Colegio Nacional Jesús María Ocampo (Demolido a causa de daños)
- Colegio Rufino J. Cuervo - Centro (Destruido)
- Colegio Santa Teresa de Jesús - Oficial (Demolido a causa de daños)
- Colegio San Solano (Demolido a causa de daños)
- Cuadra de la carrera 14 entre calles 22 y 23 (Destruido)
- Cuadra de la carrera 19 entre calles 15 y 16 (Destruido)
- Cuartel de Bomberos (Destruido)
- Cuartel de Policía (Destruido)
- Edificaciones lateral derecho, sentido occidente-oriente calle 26, carreras 13 y 14 (Destruido)
- Edificaciones lateral izquierdo, sentido sur-norte carrera 18, calles 15, 16 y 17 (Destruido)
- Edificaciones lateral izquierdo, sentido norte-sur carrera 16, calles 21 y 22 (Destruido)
- Edificaciones lateral izquierdo, sentido oriente-occidente calle 18, carreras 18 y 19 (Destruido)
- Edificio Almacén Valher (Demolido a causa de daños)
- Edificio Artalva (Destruido)
- Edificio Balcones (Destruido)
- Edificio Banco de Bogotá (Demolido a causa de daños)
- Edificio Clínica del Niño (Destruido)
- Edificio El Gran Hotel (Destruido)
- Edificio El Roble (Demolido a causa de daños)
- Edificio Grancolombiano (Destruido)
- Edificio Jaramillo Vallejo (Demolido a causa de daños)
- Edificio La Exposición (Demolido a causa de daños)
- Edificio Manhathan (Demolido a causa de daños)
- Edificio Sándwich Qbano (Destruido)
- Edificio Unión - Colmena (Destruido)
- Edificio Versalles (Destruido)
- El Pórtico (Destruido)
- Estadio San José (Demolido a causa de daños)
- Galerías Centrales (Demolido a causa de daños)
- Hotel Izcay (Destruido)
- Hotel Palatino (Destruido)
- Iglesia El Carmen (Demolido a causa de daños)
- Iglesia La Milagrosa - Parque Uribe (Demolido a causa de daños)
- Instituto Colombiano de Bienestar Familiar (Destruido)
- Instituto Departamental de Tránsito (Destruido)
- La Fontana (Demolido a causa de daños)
- Manzana surocciental Carrera 18, Calle 17 (Destruido)
- Mirador de la 18 (Destruido)
- Pasaje Yanuba (Demolido a causa de daños)
- Pasaje Bolívar (Destruido)
- Radio Ciudad Milagro (Destruido)
- Residencias La Oficina (Destruido)
- Teatro Bolívar (Demolido a causa de daños)
- Universidad del Quindío (Destruido)
- Urbanización Los Guaduales (Demolido a causa de daños)

### Heridos
Las estructuras de muchos hospitales fueron afectadas, y los recursos disponibles para el cuidado de la salud fueron insuficientes incluso antes del evento. Además, el área tenía planes de reacción en caso de emergencia limitados y poca experiencia con triaje. Como consecuencia, la atención de las víctimas fue caótica. Cerca de 4 000 personas con varios grados de lesiones.

### Personas perdidas
La cantidad de personas perdidas como resultado del terremoto se estima como cercana a 500. Algunos factores envueltos en la desaparición de estas personas son los problemas de seguridad causados por los vándalos, el colapso de las comunicaciones y los caminos, la falta de coordinación en las fuerzas de rescate, la atención de las víctimas heridas y la identificación de los cuerpos.

### Impacto económico
La principal actividad económica de la región, la industria del café de Colombia, fue altamente afectada. Cerca de 8 000 fincas cafeteras fueron completa o parcialmente destruidas, también 13 000 estructuras de muchos tipos de empresas e industrias fueron afectadas y estuvieron fuera de servicio de manera temporal o permanente. Los bancos y las entidades financieras no pudieron entregar dinero por varias semanas.

## Reconstrucción
Las donaciones de dinero y de recursos a nivel nacional e internacional fueron aproximadamente el 4% de la totalidad de los recursos invertidos que permitieron la reconstrucción total del Eje Cafetero colombiano. El organismo creado para la administración de estos fondos fue conocido como FOREC (acrónimo para Fondo para la Reconstrucción del Eje Cafetero) y ha sido calificado por el Banco Mundial y los expertos internacionales como un ejemplo exitoso de trabajo en emergencia entre el estado y la sociedad civil organizada. 
La región afectada era antes de la tragedia, una sociedad rural y agrícola. Después del FOREC, es una región de servicios, moderna y con mejor infraestructura. El deslinde del proceso con las organizaciones políticas permitió una auditoría permanente que produjo transparencia en la administración y asignación de los recursos, en medio de una severa crisis fiscal y económica que padecía Colombia.
La cabeza del proceso se confió por Andrés Pastrana, entonces presidente de Colombia, a Luis Carlos Villegas, oriundo de Pereira y presidente de la Andi, Asociación Nacional de Industriales. El equipo administrativo fue liderado por el quindiano Everardo Murillo.